# Dekanat Czermin
Dekanat Czermin – jeden z 33 dekanatów w rzymskokatolickiej diecezji kaliskiej.

## Parafie
W skład dekanatu wchodzi 9 parafii:
- parafia św. Michała Archanioła – Broniszewice
- parafia św. Apostołów Piotra i Pawła – Broniszewice
- parafia św. Andrzeja Apostoła – Chocz
- parafia św. Jakuba Apostoła – Czermin
- parafia św. Mikołaja – Grodzisko
- parafia św. Kazimierza – Kotlin
- parafia św. Zofii – Sławoszew
- parafia św. Józefa Rzemieślnika – Strzydzew
- parafia NMP Wniebowziętej – Żegocin

## Sanktuaria
Na terenie dekanatu znajduje się Sanktuarium Matki Boskiej Żegocińskiej. W świątyni czczony jest obraz z początku XVII w., przedstawiający Matką Bożą z Dzieciątkiem. W 1965 obraz został ozdobiony koronami papieskimi przez prymasa Stefana Wyszyńskiego.

## Zakony
- Klasztor Franciszkanów w Choczu[3]
- Klasztor Dominikanek w Broniszewicach[4]

## Sąsiednie dekanaty
Dobrzyca, Jarocin, Konin I (diec. włocławska), Pleszew, Stawiszyn, Zagórów (archidiec. gnieźnieńska), Żerków